# Edwin Holmes
Pour les articles homonymes, voir Holmes.
Edwin Holmes, né en 1842, et décédé en 1919, est un astronome britannique.
Pour la découverte de la comète périodique 17P/Holmes, survenue le 6 novembre 1892, il reçut la Médaille Comète Donohoe de la Astronomical Society of the Pacific (Société astronomique du Pacifique).